# Eduards Stiprais
Eduards Stiprais (ur. 19 lutego 1969 w Rydze) – łotewski dyplomata, polityk, ambasador Łotwy we Francji.

## Życiorys
W 1993 roku ukończył studia ekonomiczne na Uniwersytecie Łotwy. W 1993 dołączył do partii Łotewska Droga. Następnie podjął pracę w Ministerstwie Spraw Zagranicznych. W latach 1995–1998 zajmował stanowiska Drugiego i Pierwszego Sekretarza Misji Republiki Łotewskiej przy Unii Europejskiej. W 2004 został mianowany Stałym Przedstawicielem Łotwy przy Unii Europejskiej. 
W 2009 roku był szefem Biura Prezydenta Republiki Łotewskiej na Ukrainie, a następnie został mianowany ambasadorem Republiki Łotewskiej w Wielkiej Brytanii. W latach 2013–2016 pełnił funkcję zastępcy sekretarza stanu w Ministerstwie Spraw Zagranicznych. W latach 2016–2020 był szefem delegacji UE w Uzbekistanie.
W 2020 roku został mianowany ambasadorem Łotwy we Francji.

## Odznaczenia
- Order Trzech Gwiazd IV klasy (Łotwa)[1]
- Order „Za zasługi” II klasy (Ukraina)[5]